# Wilhelm Stein (Widerstandskämpfer)
Wilhelm Stein (* 15. Mai 1895 in Biebernheim; † 26. Juni 1944 in Hamburg) war ein deutscher Ingenieur, jüdischer Widerstandskämpfer gegen den Nationalsozialismus und NS-Opfer.

## Leben
Stein entstammte einer Hamburger jüdischen Familie. Er besuchte nach der Volksschule eine Ingenieurhochschule, auf der er sein Ingenieurspatent erwarb. Beschäftigt war er in der Firma Krupp von Hamburg-Harburg. Hier kam er in Verbindung zur Widerstandsgruppe „Bästlein-Jacob-Abshagen“ und betätigte sich illegal gegen das NS-Regime. Als die Gestapo davon Kenntnis erhielt, wurde er verhaftet und in die Untersuchungshaftanstalt Hamburg eingeliefert. Der Volksgerichtshof Hamburg sprach gegen ihn das Todesurteil aus, das am 26. Juni 1944 vollstreckt wurde.

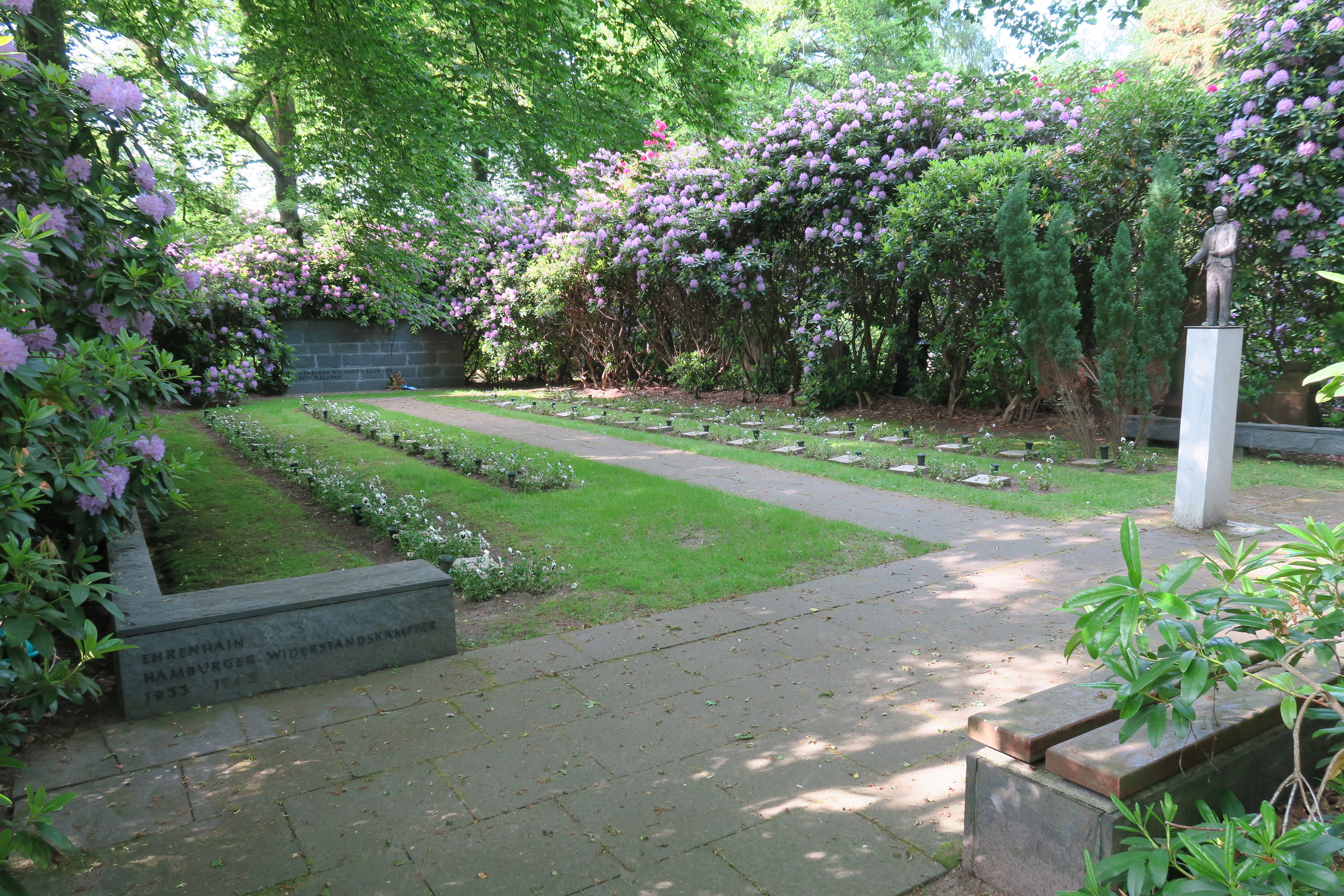
Ehrenhain Hamburgischer Widerstandskämpfer auf dem Friedhof Ohlsdorf

## Ehrungen
- Im Ehrenhain Hamburgischer Widerstandskämpfer auf dem Hamburger Friedhof Ohlsdorf befindet sich ein Kissenstein für Wilhelm Stein (dritte Reihe von links, fünfter Stein).
- Die Stadt Hamburg ehrte den Ermordeten, indem sie einer Straße in Hummelsbüttel den Namen „Wilhelm-Stein-Weg“ verlieh.
- Der Aktionskünstler Gunter Demnig verlegte am 30. Juni 2003 in Harburg an der Seevestraße, Tor 2[1] und am 26. Oktober 2010 in Heimfeld am Eißendorfer Pferdeweg 65[2] je einen Stolperstein zu seiner Erinnerung. Ein dritter Stolperstein folgte am 12. November 2024 vor der Untersuchungshaftanstalt in Hamburg-Neustadt.